# Челинцев, Геннадий Владимирович
Геннадий Владимирович Чели́нцев (1905—1963) — советский химик, доктор химических наук.

## Биография
Сын химика В. В. Челинцева. Родился в Москве. В 1929 году закончил Ленинградский университет, с 1929 года работал во 2-м Московском высшем техническом училище, преобразованном позже во 2-й МХТИ, а с 1932 года в Военную химическую академию (позже ВАХЗ имени К. Е. Ворошилова). Доктор химических наук. Имел воинское звание «инженер-полковник».
В 1933—1934 годах — один из авторов синтеза акрихина.
В 1935 году присуждена ученая степень кандидата химических наук.
В 1938 году защитил докторскую диссертацию "О конденсациях органических веществ действием щелочных металлов".
С 1939 г профессор.
Основные научные направления и достижения:
Развивая теорию механизма сложноэфирных, амидных и др. конденсаций, осуществил синтезы, исследовал и обосновал механизм конденсаций карбонильных соединений под действием щелочных металлов и их органических соединений, выявил роль таутометрии в этих реакциях, установил природу реакционноспособности металлоорганических соединений и значимость Na-органических соединений в органическом синтезе и т.д.
Синтезировал и разработал способы синтеза ацетопропилового спирта и ряда других органических соединений, в т. ч. ванилина, технологии синтеза витамина B1, акрихина, методы синтеза антималярийных препаратов и др., описал химические схемы синтеза указанных соединений.
В 1945 года принимал участие в демонтаже (по репарациям) оборудования химических заводов из восточной зоны Германии.
Разрабатывая теоретическую органическую химию, развил новую структурно-электронно-стереохимическую теорию в развитие структурной теории А. М. Бутлерова, в рамках которой обосновал представления и понятия о явлениях многообразия частиц, прерывности и непрерывности частиц, орбитных и контактных связях, валентности,о симплексах и комплексах, полярных атомах,ароматической связи и контактных формулах, о локализации электронов на атомах, согласованно-взаимноиндуцированной поляризации связей в молекулах и др; развил теорию таутометрии (разновидности таутометрии и др.); подверг критике модели резонанса и мезомерии ввиду их механистичности, фиктивности и ограниченности.
Как автор «новой структурной теории» строения вещества (1946), ранее считавшейся не получившей научного подтверждения. По мнению историка науки Л. Грэхема, в конце 1940-х годов в ходе политизированных дискуссий о теории резонанса претендовал в советской химической науке на роль, аналогичную Т. Д. Лысенко в биологии. Подвергся критике А. Н. Несмеянова и других руководителей АН СССР.
Г. В. Челинцеву пришлось претерпеть несправедливые гонения ряда химиков-академиков тех лет за его принципиальную позицию.
Последующее развитие химии подтвердило справедливость позиции Челинцева Г.В. и в настоящее время модели резонанса и мезомерии вытеснены моделями молекулярных орбиталей.
Умер в 1963 году. Похоронен на Введенском кладбище (участок № 23).

## Семья
- Жена  — Ирина Константиновна Антонова, старшая сестра авиаконструктора Олега Константиновича Антонова.
  - Сын  — Никита Геннадиевич Челинцев (1932—2020), доктор биологических наук, специалист в области теории учета животных.

## Награды и премии
- Сталинская премия третьей степени (1951) — за разработку промышленного метода синтеза витамина B
- орден Красной Звезды (6 ноября 1947)
- орден Трудового Красного Знамени (30 апреля 1954)
- орден «Знак Почёта» (15 сентября 1961)
- медали
  - медаль «За боевые заслуги» (3 ноября 1944) — за долголетнюю и безупречную службу в Красной Армии
  - медаль «За победу над Германией» (10 октября 1945)

## Публикации
- Краткий курс органической химии для военно-учебных заведений. Москва ВАХЗ 1948. 168 с
- Челинцев Г. В. Очерки о теории органической химии, М.-Л., Госхимиздат, 1949. 120 с
- Челинцев Г. В., Петров К. А. Конспект курса лекций по органической химии. Москва ВАХЗ 1960. 510 с. 23 см